# Abdullah bin Bandar

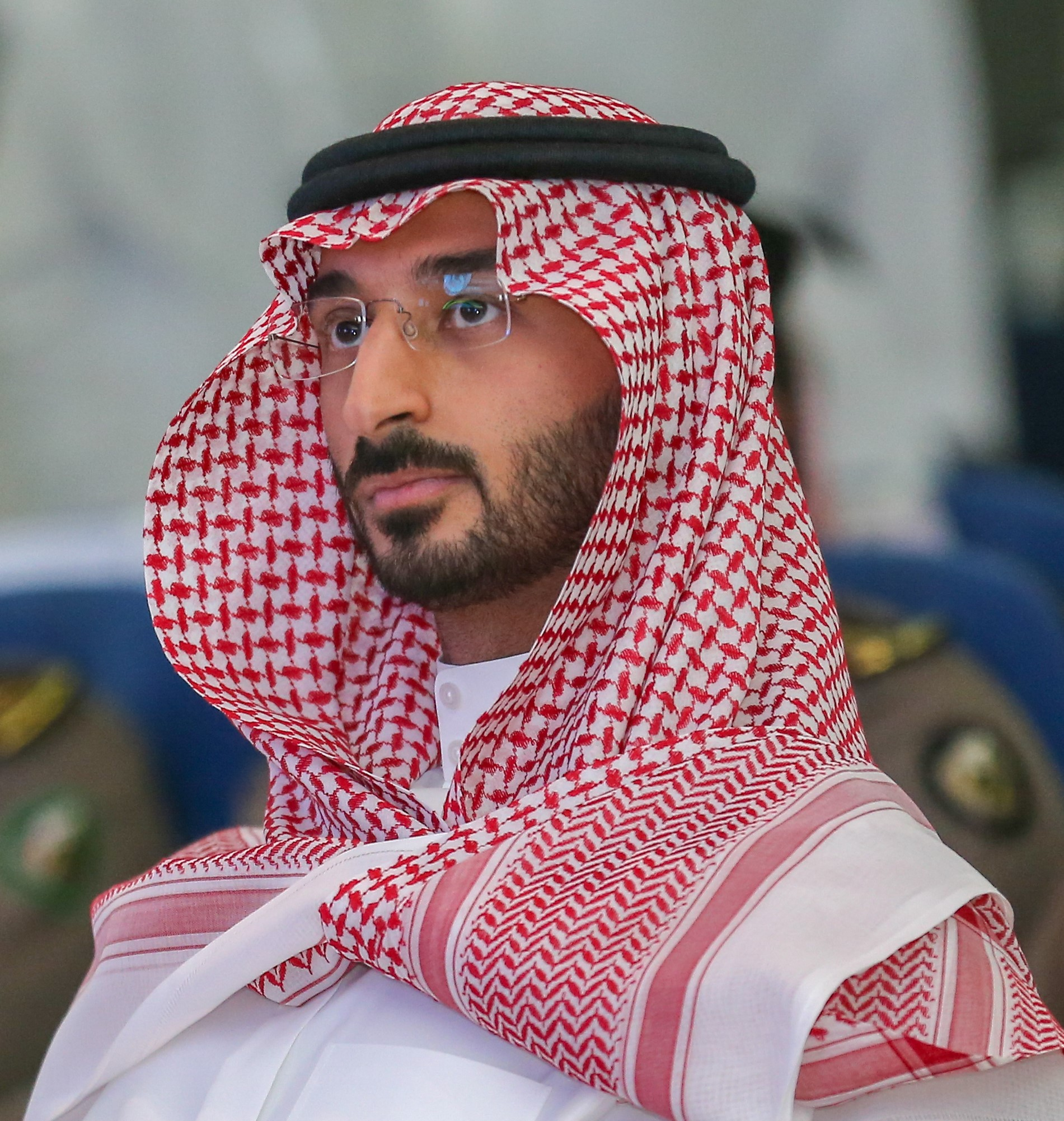
Abdullah bin Bandar

Prinz Abdullah bin Bandar bin Abdulaziz Al Saud (arabisch عبد الله بن بندر بن عبد العزيز آل سعود, DMG ʿAbd Allāh b. Bandar b. ʿAbd al-ʿAzīz Āl Saʿūd; * 7. August 1986 in Riad) ist ein saudi-arabischer Politiker und Mitglied des Hauses Saud. Seit Dezember 2018 ist er Minister der Nationalgarde.

## Leben
Abdullah wurde 1986 als Sohn von Prinz Bandar bin Abdulaziz Al Saud, einem Sohn Ibn Sauds, geboren. Seine väterliche Großmutter, Bazza, ist Marokkanerin. Er hat einen Abschluss von der König-Saud-Universität.
Im April 2017 wurde er zum stellvertretenden Gouverneur der Provinz Mekka ernannt. Dieses Amt hatte er inne, bis er im Dezember 2018 zum Minister der Nationalgarde ernannt wurde.
Sein Halbbruder Faisal bin Bandar ist Gouverneur der Provinz Riad.

## Familie
Er ist seit 2012 mit einer Tochter von Khalid bin Ibrahim bin Abdulaziz Al Ibrahim verheiratet.